# آیرونکلاد فرمیدابل
آیرونکلاد فورمیدابل (به انگلیسی: French ironclad Formidable) یک کشتی بود که طول آن ۹۸ متر (۳۲۱ فوت ۶ اینچ) بود. این کشتی در سال ۱۸۸۵ ساخته شد.